# The Boss (2016)
The Boss (Alternativtitel: The Boss – Dick im Geschäft) ist eine US-amerikanische Filmkomödie aus dem Jahr 2016 von Regisseur Ben Falcone, die am 21. April 2016 in die deutschen und österreichischen Kinos kam. In der deutschsprachigen Schweiz feierte der Film ebenfalls am 21. April 2016 Premiere. In den Hauptrollen sind Melissa McCarthy, Kristen Bell und Ella Anderson zu sehen. Der Film erzählt die Geschichte von der einst reichsten Frau Amerikas Michelle Darnell, die versucht, nachdem sie im Gefängnis saß und alles verloren hat, wieder auf die Beine zu kommen. Geholfen wird Michelle dabei von ihrer ehemaligen Mitarbeiterin Claire, die sie bei sich aufnimmt.

## Handlung
Michelle Darnell ist die 47. reichste Frau Amerikas und hat sich als erfolgreiche Unternehmerin etabliert. Mit großen pompösen Shows predigt sie ihren Zuschauern, wie man zu Reichtum kommt. Michelle selber hatte ein schwieriges Schicksal, das sie aber vor der Öffentlichkeit und ihren Mitarbeitern verschweigt. Sie ist größtenteils in einem Kloster großgeworden, das unter der Leitung von Schwester Aluminata stand. Das Kloster bemühte sich stets, sie in einer Familie unterzubringen, dies schlug aber immer fehl und sie wurde wieder zurückgebracht. Doch Michelle stellte fest, dass man durch ambitioniertes Arbeiten selbst an seine Ziele kommt und so wurde sie die 47. reichste Frau Amerikas. Mit ihren engsten Mitarbeitern, ihrem Leibwächter Tito und ihrer Sekretärin Claire, unterhält sie sich über banale Alltagsdinge wie Zahnbleaching.
Doch als sie gerade aus einer Talkshow flüchtet, weil sie die Moderatorin auf ihre Kindheit im Kloster angesprochen hat, wird Michelle wegen des Verdachts auf Insiderhandel festgenommen und muss für ein paar Monate ins Gefängnis. Als sie wieder herauskommt, muss sie feststellen, dass sie ihr ganzes Geld und ihren gesamten Besitz verloren hat. Viele ihrer ehemaligen Freunde und Geschäftspartner weisen sie ab. Darunter auch Tito und ihr ehemaliger Geschäftspartner Bryce Crean. Dass hinter den Zurückweisungen ihre ehemalige Affäre Renault steckt, weiß Michelle nicht. Ausgerechnet ihre ehemalige Mitarbeiterin Claire, die sie immer am schlechtesten behandelt hat, nimmt sie auf. Sie lässt Michelle bei sich und ihrer kleinen Tochter Rachel wohnen. Claire arbeitet inzwischen für ein kleineres Unternehmen unter der Leitung von Dana Dandridge. Nach den Zurückweisungen von Bryce Crean geht es Michelle nicht gut und sie verweilt viele Tage auf der Couch. Dies gefällt Claire nicht und sie fordert Michelle auf, mit ihrer kleinen Tochter Rachel zum Pusteblumen-Treff zu gehen, eine Gruppe, die unter der Leitung von Sandy Kekse verkauft. Sie setzt sich für den Tierschutz ein und die Kinder verdienen dadurch Abzeichen.
Michelle erkennt in dem Keksverkauf einen Erfolg und möchte ihr eigenes Unternehmen mit Kindern eröffnen. Dies tut sie, um sich finanziell abzusichern und um der überambitionerten Mutter vom Pusteblumen-Treff, Helen, zu zeigen, dass sie mit den Geldeinnahmen besser umgehen kann als Helen und dass die Kinder mehr Spaß und Freude in ihrer Gruppe hätten. Michelle baut ein neues Unternehmen auf und rekrutiert mit Hilfe von Rachel viele Schülerinnen für ihre neue Gruppe. Sie bindet auch Claire mit ein, indem sie ihr Brownie-Rezept benutzt und sie bittet, Brownies zu backen. Michelle bringt Claire nach einigem Überlegen dazu, sogar ihren Job aufzugeben.

## Synchronisation
| Rolle            | Schauspieler     | Synchronsprecher  |
| ---------------- | ---------------- | ----------------- |
| Michelle Darnell | Melissa McCarthy | Anke Reitzenstein |
| Claire           | Kristen Bell     | Maria Koschny     |
| Renault          | Peter Dinklage   | Peter Flechtner   |
| Ida Marquette    | Kathy Bates      | Regina Lemnitz    |
| Dana Dandridge   | Cecily Strong    | Daniela Thuar     |
| Sandy            | Kristen Schaal   | Anna Grisebach    |
| Helen            | Annie Mumolo     | Cathlen Gawlich   |
| Marty            | Ben Falcone      | Bernd Vollbrecht  |
| Bryce Crean      | Michael McDonald | Gerald Schaale    |
| Tito             | Cedric Yarbrough | Tilo Schmitz      |

## Rezeption
Der Film erhielt überwiegend negative Kritiken. Bei Metacritic erhielt der Film einen Metascore von 40/100 basierend auf 39 Rezensionen, bei Rotten Tomatoes waren 22 Prozent der 197 Rezensionen positiv.
Der Filmdienst meint, The Boss sei eine „vorhersehbare Komödie um die talentierte Komikerin Melissa McCarthy, die ihr Potenzial angesichts eines unpräzisen und ineffizienten Drehbuchs sowie lahmer Gags“ nicht entfalten könne. Weiter heißt es die „Bildsprache und [der] Tonfall“ fänden „zu keiner einheitlichen Linie“.